# Сибирская белозубка
Сибирская белозубка (лат. Crocidura sibirica) — вид млекопитающих рода Белозубки семейства Землеройковые. Встречается в Сибири, Средней и Центральной Азии: Казахстан, Кыргызстан, Китай, Монголия, Россия (южная Сибирь). Населяет множество сред обитания, включая степи, полупустыни, открытые тундры, горные хвойные леса и долины рек. Включены в «Международную Красную книгу» (англ. IUCN Red List of Threatened Animals) МСОП.